# Effondrement du tunnel de Vierzy
L’effondrement du tunnel de Vierzy est la cause de l'accident ferroviaire survenu le 16 juin 1972 à Vierzy, dans le département de l'Aisne, sur la ligne de La Plaine à Hirson, au nord-est de la gare de Vierzy. 
Deux autorails de sens opposés traversent le tunnel de Vierzy, à environ 40 km au sud de Laon, et percutent des éboulis résultant de l'effondrement partiel de la voûte de l'ouvrage, survenu quelques minutes plus tôt. L'enquête a déterminé que l'effondrement avait été causé par des défauts liés à la destruction du tunnel durant la guerre de 1870 et les première et deuxième guerres mondiales, aggravés par la mauvaise nature des sols.
Le bilan est extrêmement lourd : 108 morts et 111 blessés. Cet accident ferroviaire est le plus meurtrier en France depuis 1933 et le troisième le plus meurtrier dans l'histoire ferroviaire française.

## Contexte

### Histoire du tunnel de Vierzy
Le tunnel de Vierzy est situé sur la ligne de La Plaine à Hirson et Anor, qui permet principalement de relier Paris à Laon. Il est mis en service le 2 février 1862 lors du prolongement de la ligne de Villers-Cotterêts à Soissons. La construction est rendue difficile par l'inconstance des sols, composés de granites peu solides.
En 1914, alors qu'elle bat en retraite face à l'avancée allemande, l'armée française dynamite une section du tunnel. L'explosion cause l'effondrement de la voûte et une cloche se forme au-dessus de l'ouvrage. Les travaux de réhabilitation commencent en 1915. Il est alors décidé de ne pas remblayer la cloche d'effondrement mais de l'intégrer à la voûte en la renforçant avec de la maçonnerie. La section détruite durant la Première Guerre mondiale est ainsi reconnaissable par la hauteur inhabituelle de la voûte à cet endroit, supérieure à celle originelle courant sur le reste du souterrain.

### Le tunnel au moment de l'accident
En 1972, le tunnel de Vierzy a peu évolué depuis la Première Guerre mondiale. Si la ligne a été électrifiée entre Saint-Denis et Crépy-en-Valois en 1958, la section au-delà est exploitée par des autorails diesels. Le tunnel possède alors deux voies, ce qui permet à deux trains de directions opposées de l'emprunter concomitamment.
Au début de l'année 1972, constatant des fissures dans la voûte et des chutes de briques provenant de la maçonnerie, la SNCF entreprend de rénover progressivement le tunnel. Le procédé employé implique de retirer une partie de la maçonnerie puis d'y placer des étais provisoires afin d'y pulvériser du béton. Ces travaux sont en cours au moment de la catastrophe.

## Déroulement de la catastrophe

### Effondrement et collision
Le soir du 16 juin 1972, à 20 h 21, une locomotive haut-le-pied franchit sur voie 1 le tunnel. Il s'agit du dernier convoi avant le passage des deux autorails, l'un à destination de Laon et l'autre de Paris, qui se croisent habituellement dans le tunnel ou à ses abords immédiats à 20 h 53. Ce vendredi soir, le train Paris – Laon est particulièrement rempli et accueille notamment des étudiants et travailleurs de retour pour le week-end ainsi que des militaires en permission. Peu après le passage de la locomotive haut-le-pied, la voûte du tunnel cède partiellement et un éboulis composé de roches, de sable et de ciment de 700 m3 se forme au milieu de la voie.
À 20 h 54, l'autorail 2841 effectuant la relation de Paris à Laon pénètre dans le tunnel à la vitesse de 108 km/h. Quelques instants plus tard, la voiture de tête percute l'éboulis et s'arrête net, ce qui provoque la projection par la force centrifuge de la seconde vers l'extérieur de la courbe, qui se détèle de la première et vient s'arrêter parallèlement à elle au pied de l'éboulis, tandis que la troisième s'écrase sur l'arrière des deux premières. À 20 h 56, l'autorail 7844 en direction de Paris entre à son tour dans le tunnel puis heurte à son tour l'éboulis. La première voiture glisse sur le versant de l'éboulis et s'encastre dans ce qu'il reste de la voûte tandis que la seconde écrase l'arrière de la première.

### Opérations de secours
L'alerte est donnée à 21 h 11 par le chef du train 7844 par appel depuis un téléphone de voie relié à la gare de Vierzy ainsi que par le contrôleur du train 2841, qui a regagné la gare. Huit secouristes volontaires arrivent sur les lieux, avant que ne soit donnée l'alerte générale. À 22 h, le préfet de l'Aisne déclenche le plan Orsec. 
Au plus fort des opérations, ce sont environ 500 secouristes qui œuvrent dans le tunnel pour délivrer les victimes des décombres. Pendant plusieurs jours, ils doivent travailler dans l'obscurité et la chaleur et se frayer un passage parmi les tôles entremêlées. Le lundi 19 juin, il est décrété que les chances de retrouver de nouveaux survivants sont nulles. Les derniers débris du matériel sont finalement évacués le vendredi 23 juin.

## Origine de l'accident
Le tunnel, qui souffrait de défauts dus aux matériaux médiocres utilisés lors de sa construction et de dégâts provoqués par la guerre de 1870 et les deux guerres mondiales, faisait l'objet de travaux importants de reprise de la voûte en 1972.
L'effondrement partiel de celle-ci, lié aux travaux de réfection en cours, a causé la collision avec l'éboulis de deux trains, l'un assurant la liaison Paris - Laon, l'autre la liaison Laon - Paris.
D'autres causes ont été avancées, notamment que l'effondrement aurait été provoqué par les vibrations dues au passage simultané des deux trains, mais cette information est démentie par le rapport d'enquête.
Lors de sa séance du 2 mai 1973, l'Assemblée nationale a évoqué cette affaire, à la suite d'une question d'un parlementaire de l'Aisne, M. André Rossi.
M. Yves Guéna, ministre des transports lui a répondu : 
« Le vendredi 16 juin 1972, la voûte du tunnel de Vierzy s'effondra, entraînant un éboulis rocheux sur la voie Paris-Laon. Deux trains automoteurs, le 2841 de Paris à Laon et le 7844 de Laon à Paris, s'écrasèrent contre cet éboulis, le premier à 20 h 55, le second une minute plus tard. Cette effroyable catastrophe causa la mort de 108 personnes tandis que 87 autres étaient blessées. 

Nous nous inclinons, monsieur Rossi, devant ces malheureuses victimes en exprimant à nouveau aux familles les condoléances du Gouvernement.
Immédiatement, le ministre des transports de l'époque, M. Jean Chamant, constituait une commission d'enquête présidée par l'ingénieur général Rerolle. Cette commission avait la double mission de rechercher les causes de tous ordres qui avaient pu provoquer cette catastrophe et de faire toutes recommandations en vue d'éviter le renouvellement d'un tel accident. Cette même décision précisait qu'un premier rapport serait déposé [...]
Le texte de ce rapport a été publié intégralement au Journal officiel du 11 avril 1973, édition des Documents administratifs. 
 [...]

Le 21 juillet 1971, la S.N.C.F. décide de procéder à une réfection des éléments de revêtement abîmés de la voûte et de remplacer les rouleaux de briques, qui parfois s'effritaient et tombaient, par du béton projeté sur une épaisseur moyenne de sept centimètres. Les opérations étaient menées dans l'ordre suivant : démolition du revêtement de briques, curetage de la voûte, pose des armatures et projection du béton.
Les travaux ont commencé par la démolition et la purge de la partie la plus dégradée, soit un anneau d'environ six mètres cinquante situé — il faut le noter — à cinq mètres de la limite sud de l'éboulis du 16 juin. Le chantier a été ensuite ouvert à une quarantaine de mètres plus au nord, en revenant vers la partie dégarnie. Le déroulement des opérations a fait que la bande de six mètres cinquante est restée en l'état pendant deux mois, sans d'ailleurs qu'aucun signe précurseur de désordre fût perçu.
La succession des phases du chantier, où la démolition allait plus vite que les suivantes, s'est traduite le 16 juin 1972 par une longueur dégarnie et purgée légèrement supérieure à la partie effondrée. La commission d'enquête conclut que la cause dernière de la rupture de la voûte parait bien être le dégarnissage des briques sur une grande longueur ; [...]

Une information judiciaire a été ouverte, [...] »

## Suites
Le plan Orsec fut déclenché par le préfet de l'Aisne.
La voûte du tunnel a été reconstruite par chemisage. La largeur utile diminuée a entraîné sa mise à voie unique. Le tunnel de Vauxaillon, situé sur la même ligne entre Soissons et Laon et construit selon les mêmes normes, ainsi que celui du Coudray, situé entre Paris et Beauvais, ont été reconstruits selon le même procédé, avec la même conséquence.
Un monument aux morts a été érigé à Vierzy, au-dessus de l'entrée côté Paris du tunnel, avec une haute stèle qui commémore la tragédie et une phrase de l'écrivain Romain Rolland « la fatalité, c'est l'excuse des âmes sans volonté ». Sur cette stèle et sur un autre monument près de l'abbaye (désacralisée) Saint-Léger à Soissons, chapelle ardente où tous les corps avaient été réunis, figurent les noms des 108 victimes de la catastrophe.

Galerie de photographies
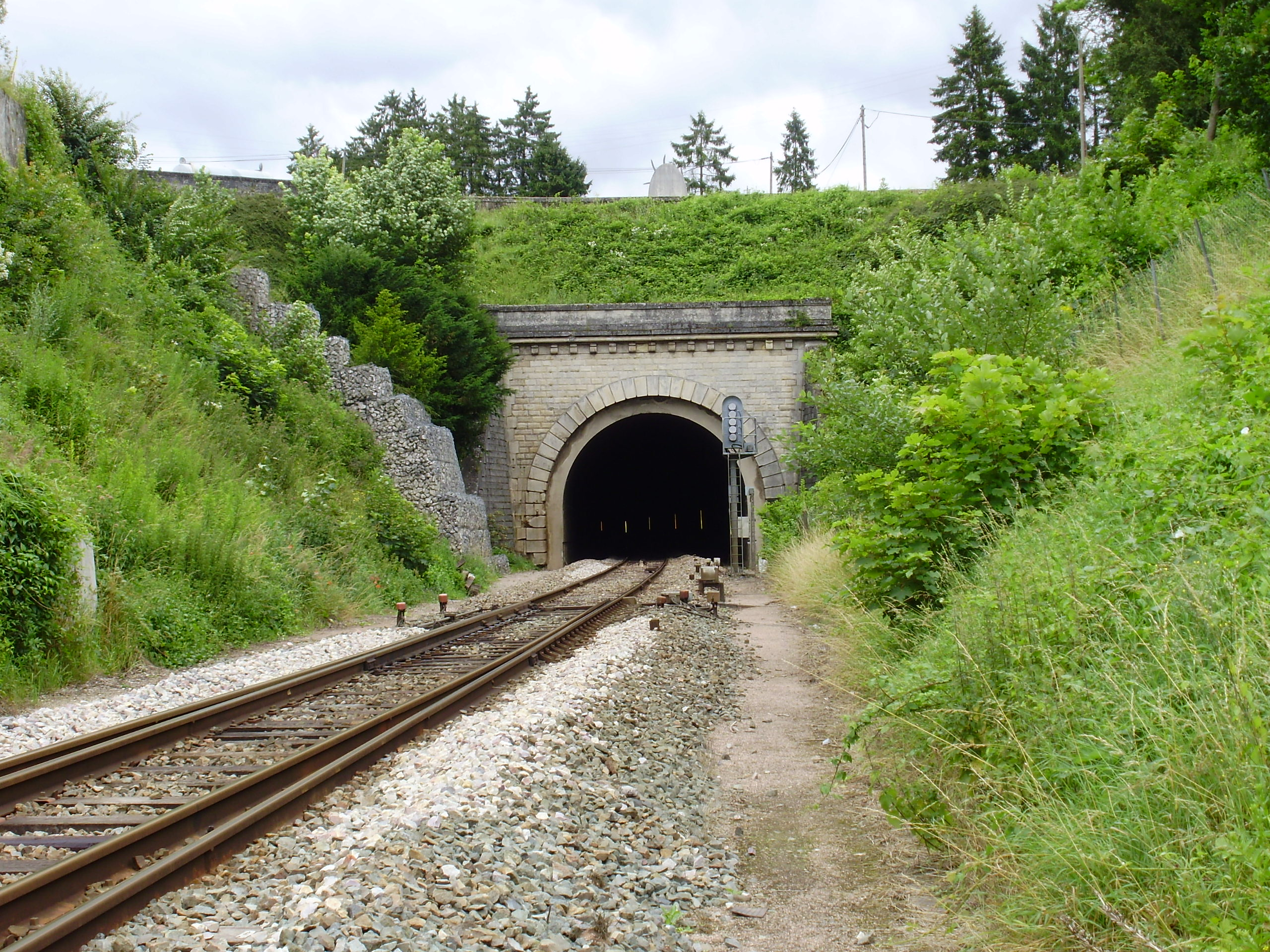
Entrée sud-ouest du tunnel, à Vierzy.
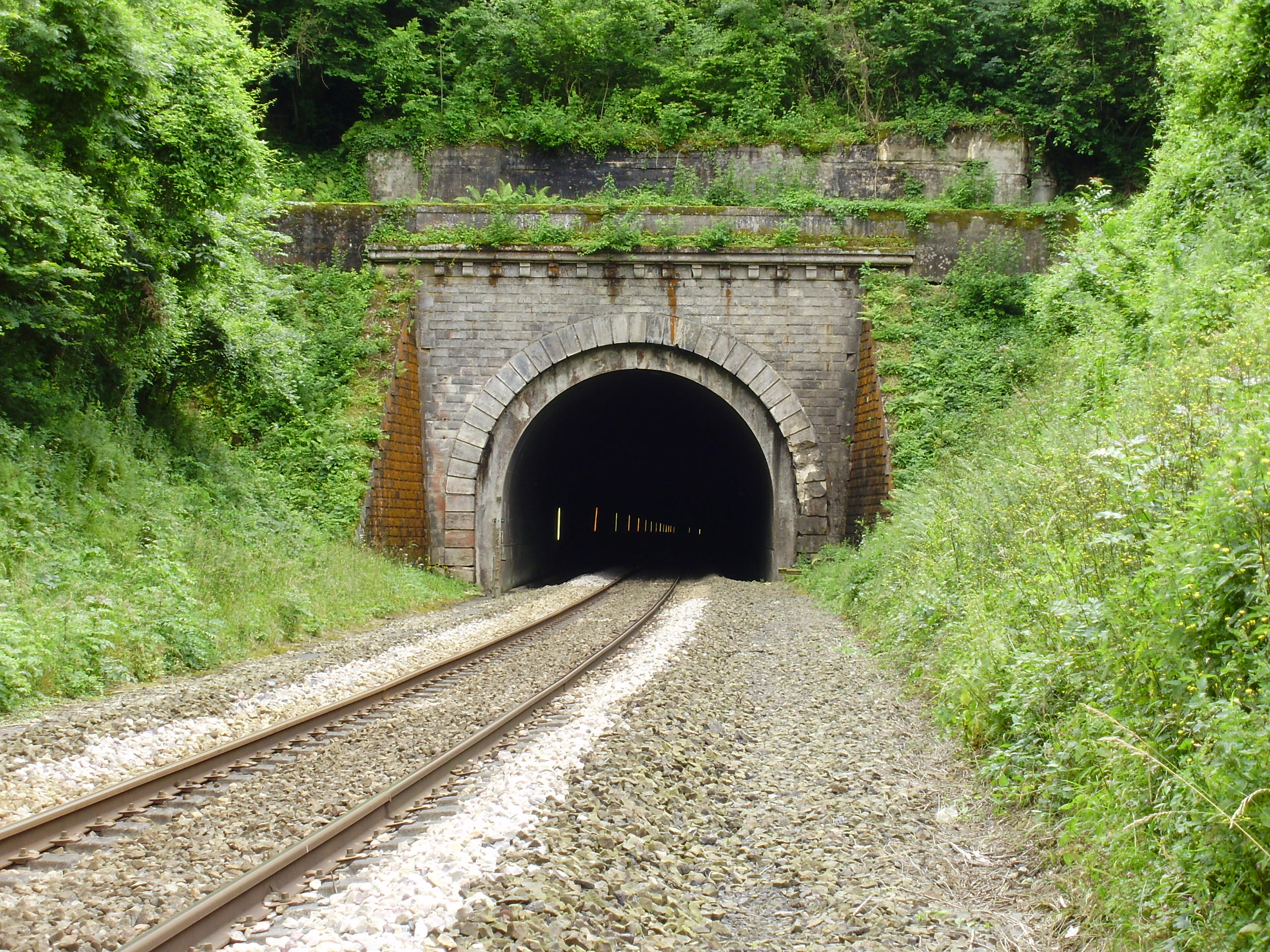
Entrée nord-est du tunnel, sur le territoire de Villemontoire.
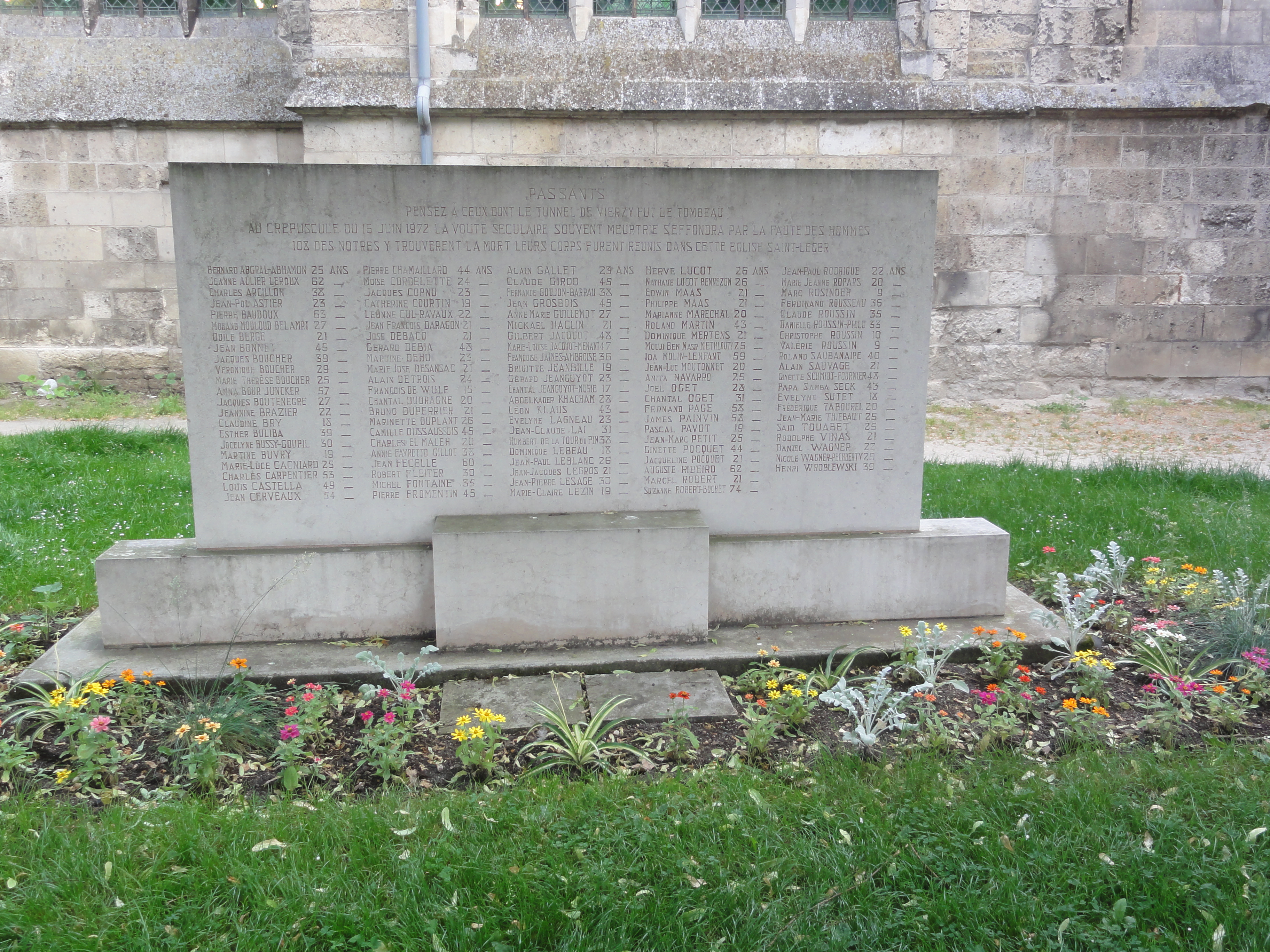
Monument aux morts au pied de l'église Saint-Léger de Soissons.